# Eupteryx undomarginata
Eupteryx undomarginata är en insektsart som beskrevs av Lindberg 1929. Eupteryx undomarginata ingår i släktet Eupteryx och familjen dvärgstritar. Inga underarter finns listade i Catalogue of Life.